# Simon Nimmervoll
Simon Nimmervoll (* 26. Jänner 1992 in Zams) ist ein österreichischer Fußballspieler.

## Karriere
Nimmervoll begann seine Karriere beim SV Zams. 2006 kam er in das BNZ Tirol. Im Sommer 2010 wechselte er zu den Amateuren des FC Wacker Innsbruck, für die er in der Regionalliga zum Einsatz kam. Im Juli 2012 wechselte er zur WSG Wattens. Nach 34 Spielen in der Regionalliga für die Wattener wurde er in den Kader der Zweitmannschaft abgeschoben.
Im September 2016 stand er wieder im Kader der Wattener, die inzwischen in den Profifußball aufgestiegen waren. Sein Debüt in der zweiten Liga gab Nimmervoll im selben Monat am zwölften Spieltag der Saison 2016/17, als er im Spiel gegen den FC Wacker Innsbruck in Minute 67 für Benjamin Pranter eingewechselt wurde.
Zur Saison 2017/18 wechselte er zum SV Hall.